# 扁甲螨总科
尾甲螨总科（学名：Crotonioidea）为疥螨目的一个总科。尾甲螨总科多数种类栖居于枯枝落叶或土壤的表层，取食菌类或分解的高等植物；也有一些种类生活在特定的小生态环境（如树木、沼泽或泉水）。该总科已知种类大约有400种,隶属于9科、32属。

## 下级分类
本总科包括以下科：
- 扁甲螨科 Crotoniidae Thorell, 1876
- 盲甲蟎科 Malaconothridae Berlese, 1916
- 懒甲螨科 Nothridae Berlese, 1896
- 礼服甲螨科 Trhypochthoniidae Willmann, 1931